# PESEL
PESEL er et polsk personnummer, der svarer til det danske CPR-nummer. Det blev indført i Polen i 1979.
PESEL er et akronym dannet af ordene Powszechny Elektroniczny System Ewidencji Ludności (Fælles Elektronisk Folkeregisteringssystem).
Nummeret består af 11 cifre og indeholder:
- fødselsdato
- køn
- nummeret
- kontrolcifferet

For eksempel:
```
PESEL 440514 0145 8
      abcdef ghij k
```

- [a-f] → fødselsdato med århundrede
- [g-j] → serienummeret med køn
- [k] → kontrolcifferet

| Forvaltning | Spire Denne artikel om forvaltning er en spire som bør udbygges. Du er velkommen til at hjælpe Wikipedia ved at udvide den. |